# Jubiläumsausstellung der Photographischen Gesellschaft 1901
Die Jubiläumsausstellung der Photographischen Gesellschaft vom  4. November bis 6. Dezember 1901 wurde aus Anlass des 40-jährigen Bestandes der Gesellschaft in den Räumlichkeiten der k.k. Lehr- und Versuchsanstalt für Photographie und Reproductionsverfahren an ihrem ehemaligen Standort in der Westbahnstraße in Wien-Neubau veranstaltet. Als damaliger Leiter dieser Schulstätte und gleichzeitiger Präsident der Photographischen Gesellschaft organisierte Josef Maria Eder diese Exposition.

## Vorgeschichte
Die Mitglieder der Photographischen Gesellschaft, allen voran Josef Maria Eder leisteten seit ihrem Bestehen einen wesentlichen Beitrag in der Forschung und Entwicklung der künstlerischen als auch der wissenschaftlichen Fotografie im Dienste der Astronomie, der Mikroskopie und der Röntgenologie. Anlässlich des 40-jährigen Jubiläums entschied man sich für die Ausrichtung einer Ausstellung, um die Entwicklung der Fotografie in den vorangegangenen vierzig Jahren aufzuzeigen und die dabei vollbrachten erfolgreichen Leistungen der Gesellschaft einem breiten Publikum darzustellen. Zu diesem Zeitpunkt hatte die Gesellschaft bereits eine große Anzahl von fotografischer Literatur, Auszügen der fotomechanischen Druckverfahren, wie auch fotografische Apparate und optische Geräte in einer akribischen Sammlung zusammengefasst, die teilweise als Exponate ausgestellt wurden und diese Ausstellung zu einer einzigartigen Schau über die Geschichte der Fotografie von 1840 bis 1901 machten.
Gleichzeitig zeigte diese Ausstellung erstmals auf, welch wertvollen Beitrag Österreich in der Geschichte der Fotografie leistete.

## Ausstellungsprofil
Die groß inszenierte Eröffnung unter Anwesenheit zahlreicher Prominenter wurde durch Unterrichtsminister Wilhelm von Hartel vorgenommen.

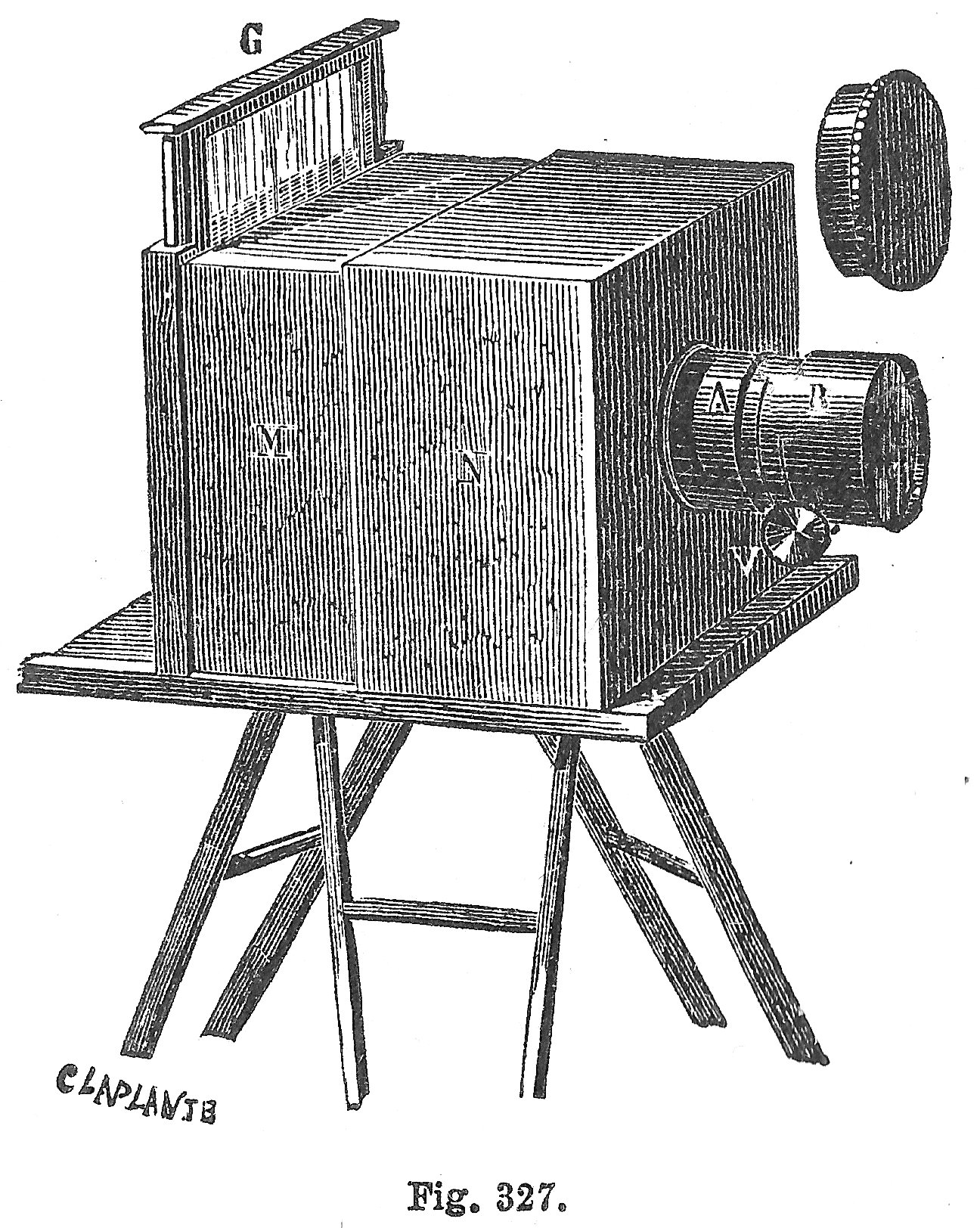
Daguerreotypie-Kamera

In der historischen Abteilung waren das von Josef Maximilian Petzval erfundene Petzvalobjektiv aus dem Jahr 1840 und eine Kamera von Louis Daguerre aus dem Jahr 1839 der Höhepunkt. Erwähnenswert ist eine Daguerre-Platte von 1841, aufgenommen von Johann Natterer, die heute unter dem Namen „Der Josefsplatz in der Wiener Hofburg“ bekannt ist. Die Firma C. Angerer & Göschl veranschaulichte mit ihrer Schau von farbigen Fotografien, dass die Versuche zur Produktion von farbigen Reproduktionen mittels geätzter Platten bis ins Jahr 1875 zurückreichen. Carl Angerer stellte weiters die ersten beiden geätzten Hochdruckclischés auf weißem Grund mit Zink radiert, aus dem Jahr 1861 aus, beides Werkstücke der von ihm erfundenen „Wiener Ätzmethode“.
Teil der Ausstellung waren auch fotografische Arbeiten von Amateuren wie Julius Hofmann, Albert und Nathaniel von Rothschild, Philipp Wilhelm von Schoeller und Joseph Beck. Die k. k. Hof- und Staatsdruckerei präsentierte eine Auswahl ihrer Drucke aus verschiedenen Reproduktionsverfahren. Die Wiener Universitäts-Sternwarte beteiligte sich mit einer Schau von Mondfotografien und Sternschnuppen-Aufnahmen. Teilnehmende Unternehmen waren unter anderem Blechinger & Lehlauf, der Österreich die Einführung von Farb-Heliogravüre verdankt. Im wissenschaftlichen Bereich veranschaulichte Gustav Gaertner mit einem selbst konzipierten Apparat die Anwendung von Fotografie zur Blutuntersuchung und der Radiologe Leopold Freund zeigte den Einsatz von Röntgenstrahlen zu medizinischen Zwecken. Die ausgestellten Exponate umfassten etwa 700 Objekte.
In der ersten Woche konnten die Organisatoren 2.315 Ausstellungsbesucher begrüßen und insgesamt wurden 5.441 Besucher verzeichnet.